# آبلانیتسا (استان لووچ)
آبلانیتسا (به بلغاری: Ablanitsa) یک منطقهٔ مسکونی در بلغارستان است که در شهرستان لووچ واقع شده‌است.